# Фридрих фон Шлайден
Фридрих фон Шлайден (на немски: Friedrich von Schleiden; † сл. 1369) е господар на Шлайден в Айфел планина в Северен Рейн-Вестфалия, Германия.

## Произход
Той е най-големият син на Теодерих фон Шлайден-Юнкерат († сл. 1350) и първата му съпруга. Името на майка му не е известно. Внук е на Фридрих II фон Шлайден († 1325) и съпругата му Йохана фон Хайнсберг-Фалкенбург († 1327).
Баща му се жени втори път за Беатрикс и той е полубрат на Беатрикс фон Шлайден († сл. 1359), омъжена за фогт Герхард фон Хунолщайн († сл. 1371), син на фогт Йохан фон Хунолщайн († 1328) и Елизабет фон Бланкенхайм († 1324).

## Фамилия
Фридрих фон Шлайден има седем деца:
- Йохан I фон Шлайден-Юнкерат-Шьонберг († сл. 1415), женен I. за Елза фон Шьонберг († сл. 1379), II. пр. 18 декември 1357 г. за Йохана фон Линден?
- Конрад фон Шлайден († 1404)
- Валраф фон Шлайден
- Дитрих фон Шлайден
- Фридрих фон Шлайден
- Елизабет фон Шлайден, омъжена за Лудвиг Цандт фон Мерл
- Беатрикс фон Шлайден